# Kong Linghui
Kong Linghui (孔 令輝S; Harbin, 18 ottobre 1975) è un tennistavolista cinese,  primo nel 2000 nell'individuale di Tennistavolo ai Giochi olimpici, vincitore nel 1995 nell'individuale della Coppa del mondo di tennistavolo e dei Campionati mondiali di tennistavolo e nel 1996 delle Finali individuali dell'ITTF World Tour, un tempo denominato ITTF Pro Tour..

## Carriera

### Giocatore
Kong Linghui è il primo giocatore ad aver vinto tutte e quattro le più importanti competizioni mondiali individuali, realizzando il cosiddetto Grande Slam del Tennistavolo. Si noti che, essendo quattro tornei a cadenza differente - annuale, biennale e quadriennale - è più simile al Career Grand Slam visto nel Tennis.
Ha inoltre vinto i Campionati Asiatici (2 volte) e i Campionati Nazionali Cinesi. 

### Allenatore
Diventato l'allenatore della nazionale femminile viene coinvolto nello scandalo relativo a suoi debiti di gioco.

## Nei Media
È uno dei personaggi del film del 2023 Ping Pong - Il ritorno. Storia incentrata nel periodo dal 1990 al 1995 in cui la nazionale cinese perse e riconquistò la leadership mondiale.